# Prince Segbefia
Kossi Prince Segbefia, né le 11 mars 1991 à Lomé, est un footballeur togolais. Il évolue actuellement au poste de milieu de terrain au Tuzlaspor.
Il a connu sa première sélection avec le Togo en septembre 2011 contre le Botswana (victoire 1 à 0).
Il a un frère plus vieux du nom d'Alikem qui est aussi footballeur, international et qui joue actuellement pour Al Jaish Damas en Syrie.

## Biographie

### Carrière en club

#### Centre de développement sportif de Lomé
Prince Segbefia commence le football vers sept ans, c'est en effet à cet âge qu'il intègre le centre de développement sportif de Lomé. Après une convocation dans l'équipe nationale des moins de 17 ans du Togo, il quitte le club alors qu'il n'a que seize ans. Il est convoité par certains clubs du championnat de France : les Chamois niortais FC, le FC Sochaux-Montbéliard, l'Olympique de Marseille et le Stade de Reims, mais en raison de son jeune âge il ne peut signer dans un club européen. Prince Segbefia retourne alors au Togo où il est repéré par l'Allemand Winfried Schäfer alors qu'il est manager du club Al Ain Club aux Émirats arabes unis. Il s'engage alors avec ce club, mais il ne joue qu'en équipe réserve car le club n'est autorisé qu'à utiliser quatre joueurs étrangers sur une feuille de match.

#### AJ Auxerre
En 2009, Prince Segbefia préfère retourner dans son pays et y rencontre un ancien joueur du centre de développement sportif de Lomé : Emmanuel Adebayor. Ce dernier connaît le directeur du centre formation d'Auxerre Francis de Taddeo, depuis son passage au FC Metz et le contacte afin que Prince Segbefia rejoigne l'AJA. Après un test concluant à Auxerre, Prince Segbefia signe un contrat amateur d'un an. Il passe la saison 2009-2010 en jouant avec les moins de 19 ans de l'AJA, avant de gagner sa place en équipe réserve en CFA lors de la saison 2010-2011. Cette saison-là, Prince Segbefia fait dix-sept apparitions et marque un but. En avril 2011, il est convoqué avec l'équipe première par l'entraîneur Jean Fernandez et fait ses débuts dans le monde professionnel lors d'une victoire 1 à 0 au cours d'un match de championnat contre le Toulouse FC en tant que remplaçant. Une semaine plus tard, il a sa première titularisation lors du match de championnat contre le RC Lens. Prince Segbefia termine la saison avec quatre apparitions dans le groupe professionnel et, le 6 mai 2011, il signe un contrat professionnel de trois ans avec l'AJ Auxerre.

#### Zorya Louhansk
Le 30 juillet 2014, il rejoint le club du Zorya Louhansk en championnat d'Ukraine.

### Sélection nationale

#### Dans les équipes de jeune
Il obtient sa première sélection en 2006 contre le Burkina Faso. L'année suivante, il est convoqué pour la Coupe d'Afrique des Nations des moins de 17 ans où il participe à cinq matchs. Lors de cette compétition, le Togo termine à la seconde place (défaite en finale contre le Nigeria). Il est ensuite convoqué pour la Coupe du monde de football en 2007 où il joue lors de deux matchs de la phase de poule : en tant que titulaire lors du match nul contre le Costa Rica et comme remplaçant lors de la défaite contre la Corée du Sud,. L'équipe des moins de 17 ans termine à la dernière place de son groupe.

#### En équipe senior
Le 28 août 2011, il est appelé pour sa première sélection en équipe senior du Togo pour un match de qualification à la Coupe d'Afrique des nations 2012 contre le Botswana. Il participe à ce match le 4 septembre 2011 et le Togo gagne le match sur le score de 1 à 0.
Il rêve de participer à la coupe du monde de football 2014 au Brésil avec le Togo.

## Condamnation judiciaire
Le 5 septembre 2013, Prince Segbefia est condamné par le tribunal correctionnel d'Auxerre à 3000 € d'amende pour détention d'un faux permis de conduire togolais. Le milieu de terrain s'était présenté à la préfecture de l’Yonne pour échanger son permis de conduire togolais contre un permis de conduire français. Mais après vérification, l’administration s’était aperçu qu’il s’agissait d’un faux.